# Panchlora alcarazzas
Panchlora alcarazzas är en kackerlacksart som först beskrevs av Jean Guillaume Audinet Serville 1839.  Panchlora alcarazzas ingår i släktet Panchlora och familjen jättekackerlackor. Inga underarter finns listade i Catalogue of Life.